# الحسي (ثادق)
الحسي هي مركز من فئة (ب) تقع في محافظة ثادق، والتابعة لمنطقة الرياض في السعودية. وتبعد الحسي عن محافظة ثادق بمسافة تقارب (51) كم.

## تاريخ
كان الحسي أو ما يُعرف قديماً بـ حسي ذي تمني موضع نخيل لبني العنبر بن عمرو بن تميم، ووقع في هذا الموضع معارك جاهلية عديدة، وخيم الملك عبد العزيز وجعل له معسكراً فيه أثناء توحيد المملكة العربية السعودية.